# Yukihiro Aoba
Yukihiro Aoba (青葉 幸洋 Aoba Yukihiro?), född 26 juli 1979 i Saitama prefektur, är en japansk före detta fotbollsspelare.
Aoba började sin karriär 2002 i Ventforet Kofu. Han spelade 140 ligamatcher för klubben. 2006 flyttade han till Tokyo Verdy. Efter Tokyo Verdy spelade han för Tokushima Vortis. Han avslutade karriären 2007.